# Iablanița
Iablanița là một xã thuộc hạt Caraș-Severin, România. Dân số thời điểm năm 2002 là 2658 người.